# 蘇我運輸区
蘇我運輸区（そがうんゆく）は、かつて千葉県千葉市中央区にあった東日本旅客鉄道（JR東日本）千葉支社の運転士・車掌が所属する組織である。なお本稿では支区で運転士のみ配置されていた蘇我運輸区京葉派出（そがうんゆくけいようはしゅつ）についても記載する。2024年11月30日限りで廃止し、現在は茂原統括センター蘇我乗務ユニット。

## 概要
国鉄時代末期、1986年3月3日に京葉線西船橋 - 千葉港（現・千葉みなと）間で旅客営業が開始され、それに伴い津田沼電車区新習志野派出所が開設された。その後同年9月1日に津田沼電車区の組織改編が行われ、津田沼運転区の管轄となり津田沼運転区新習志野派出と改称された。その後、京葉運輸区として運輸区に格上げされた後に、2006年3月18日に蘇我へ移転し現名称となった。

## 車掌乗務範囲
車掌の乗務範囲は、京葉線の東京ー蘇我間 西船橋ー南船橋・市川塩浜間 外房線の蘇我ー安房鴨川間 東金線の大網ー成東間 内房線の蘇我ー上総湊間（内房線では（千葉）蘇我〜上総湊間、外房線では（千葉）蘇我〜安房鴨川間の209系2000番台・2100番台を用いた普通電車にも乗務する）
特急列車の運行の場合は 外房線安房鴨川、内房線館山まで乗務する。

### 普通・快速列車
- 京葉線：東京 - 蘇我間、市川塩浜・南船橋 - 西船橋間
- 外房線：蘇我 - 安房鴨川間（京葉線直通車両・千葉駅から安房鴨川駅間の209系2000番台・2100番台電車を用いた普通電車の乗務も担当する）
- 内房線：千葉 - 上総湊間（京葉線直通車両・千葉駅から上総湊駅間の209系2000番台・2100番台電車を用いた普通電車の乗務も担当する）
- 東金線：大網 - 成東間（京葉線直通車両・大網駅から成東駅間の209系2000番台・2100番台電車を用いた普通電車の乗務も担当する）

### 優等列車
- 特急わかしお：東京 - 安房鴨川間
- 特急さざなみ：東京 - 君津間

## 運転士乗務範囲

### 蘇我運輸区
- 京葉線：東京 - 蘇我間、市川塩浜・南船橋 - 西船橋間
- 外房線：千葉 - 安房鴨川間
- 内房線：蘇我 - 千倉間
- 東金線：大網 - 成東間
- 総武快速線：幕張 - 千葉間（回送列車のみ）

(京葉派出所は以下も乗務)
・武蔵野線　東所沢〜西船橋

## 過去（京葉運輸区）の乗務範囲

### 車掌（普通・快速列車）
- - 京葉線：東京 - 蘇我間、市川塩浜・南船橋 - 西船橋間
  - 外房線：蘇我 - 勝浦間（京葉線直通のみ）
  - 内房線：蘇我 - 上総湊間（京葉線直通のみ）
  - 東金線：大網 - 成東間（京葉線直通および夜間・早朝の一部列車）
- 車掌（優等列車）
  - 特急わかしお：東京 - 安房鴨川間
  - 特急さざなみ：東京 - 千倉間

### 運転士乗務範囲
- - 京葉線：東京 - 蘇我間、市川塩浜・南船橋 - 西船橋間
  - 武蔵野線：西船橋 - 東所沢間
  - 外房線：蘇我 - 安房鴨川間
  - 内房線：蘇我 - 千倉間
  - 東金線：大網 - 成東間

## 京葉派出
京葉派出は、蘇我運輸区管轄下の派出であった。京葉運輸区が蘇我に移転した後も、一部業務を新習志野にて実施していた。車掌は所属していなかった。
2024年12月1日をもって西船橋へ移転し同時に船橋営業統括センターと統合の上船橋統括センター乗務ユニットとなる。

### 運転士乗務範囲
- 武蔵野線：西船橋 - 府中本町間[1]

## 歴史
- 1986年（昭和61年）3月3日 - 京葉線旅客営業開始に伴い、津田沼電車区新習志野派出所として開設[注 1]。
- 1986年（昭和61年）9月1日 - 組織変更により、津田沼電車区が習志野電車区（検修）と津田沼運転区（運転）へ改称[2]したことに伴い、津田沼運転区新習志野派出所[注 2]に改称。
- 1987年（昭和62年）4月1日 - 国鉄分割民営化により、東日本旅客鉄道に継承され、千葉支社の管轄となる。
- 1988年（昭和63年）
  - 9月1日 - 12月に開業予定の京葉線 新木場－南船橋間・市川塩浜－西船橋間・千葉港－蘇我間及び武蔵野線からの乗り入れを踏まえた準備組織として、京葉準備運輸区を設立[注 3][3]。
  - 12月1日 - 京葉線 新木場－南船橋間・市川塩浜－西船橋間開業、千葉港－蘇我間旅客営業開始。津田沼運転区新習志野派出所は千葉車掌区新習志野派出所と合併[4]、それらと京葉準備運輸区を統合した京葉運輸区を設置[5]。
- 2006年（平成18年）3月18日 - 本区を新習志野から蘇我に移転し、京葉運輸区から蘇我運輸区と改称[6]。千葉運転区・千葉車掌区などから外房線・内房線行路の一部移管を受ける（京葉線直通列車以外の普通列車乗務開始）。旧本区には蘇我運輸区京葉派出を設置。
- 2024年（令和6年）12月1日 - 京葉派出行路を船橋統括センターに移管する。茂原統括センターと統合し、当区は廃止。